# M21 (疏散星團)
梅西耶21或M21，也稱為NGC 6531，是在人馬座的一個疏散星團。它於1764年6月5日被查爾斯·梅西耶發現，並編入目錄中。這個星團中的恆星排列緊密，顯示它相對年輕。在星團中發現了一些藍巨星，但M21主要由小且暗的恆星組成。M21的視星等為6.5等，但肉眼看不見；然而，用最小的雙筒望遠鏡，很容易在夜空中發現它。這個星團位於三裂星雲（NGC6514）附近，但與該星雲沒有關係，它是人馬座OB1星協的一部分。
這個星團距離地球1,205 pc，其消光為0.87。M21的年齡大約為660萬年，質量為 783.4 M☉。它的潮汐半徑為 11.7秒差距，核半徑為1.6±0.1 pc和冕半徑為3.6±0.2 pc。在冕半徑內視星等比15.5等亮員至少有105±11個成員，並且包括許多早期型的B型星。在觀測到的低質量恆星中，估計有40-60顆是前主序星，根據Hα發射譜線和光譜中存在鋰的譜線，確定了26個候選者。星團中的恆星沒有險租明顯的年齡分布，表明這些恆星是在一次觸發下形成的。

## 圖集

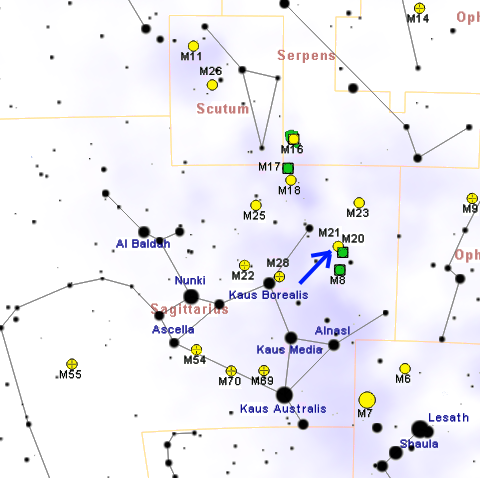
顯示M21位置的星圖。

## 外部連結
- , Astronomy Picture of the Day, August 28, 2014  [2018-11-12], （原始内容存档于2020-11-11）.</ref>
- WikiSky上关于M21 (疏散星團)的内容：DSS2, SDSS, GALEX, IRAS, 氢α, X射线, 天文照片, 天图, 文章和图片